# Seconda Roman New Orleans Jazz Band
La Seconda Roman New Orleans Jazz Band (in alcuni dischi indicata anche come II Roman New Orleans Jazz Band), nacque nel 1952 ad opera del suo leader Carlo Loffredo.

## Nascita e componenti della band
Nata dalle ceneri della precedente Roman New Orleans Jazz Band, fondata alla fine degli anni quaranta, molti dicono che il nome gli fu dato da Louis Armstrong che nel 1949 era in tournée in Italia, dal leader e contrabbassista del gruppo, Carlo Loffredo, nel 1952 che ripropose questa nuova formazione con il nome Seconda Roman New Orleans Jazz Band con Piero Saraceni, Gianni Sanjust (ha fatto parte della band di Lino Patruno), Peppino De Luca, Puccio Sboto e Peppino D'Intino cui si aggiunsero poi man mano alcuni componenti della precedente formazione. Della prima formazione facevano parte: Giovanni Borghi, tromba, Peppino D'Intino, percussioni; Luciano Fineschi, trombone e leader del gruppo; Pino Liberati, basso; Ivan Vandor, di origini ungheresi, sax tenore, Bruno Perris, chitarra; Marcello Riccio, clarinetto; Franco Nebbia, nei primi anni, poi sostituito da Giorgio Zinzi, pianoforte. Questa la formazione ufficiale che fu la prima band a proporre il Jazz nordamericano in Italia.

## Storia
A quell'epoca, inizi anni cinquanta, operavano altre band di nuova formazione anche se alcune solo sporadicamente, tra cui la Sistina Street Swingers, il trio di Romano Mussolini, il sestetto dell'Hot Club di Roma, la Original Lambro Jazz Band, la New Emily Jazz Band, la Rheno Dixieland Band, la Lazy River Band Society, la Riverside Jazz Band, tutte nate negli anni '50. Tra queste la Roman riuscì subito a distinguersi da tutte per le sue capacità artistiche e per l'attività lavorativa veramente instancabile in quel periodo. Furono decine e decine le partecipazioni a documentari, film, al Festival Internazionale del Jazz a Parigi ed a quello di Sanremo, addirittura ad una rivista Tutto fa Broadway con Walter Chiari.
I musicisti europei di passaggio per Roma suonavano quasi tutti in jam session con la New Roman. La band iniziò ad avere successo e ad essere invitata in diversi paesi europei. Molto richiesta in Germania, fu l'unica formazione italiana ad essere invitata al Torneo Jazzistico Mondiale di Mosca nel 1957, e nel 1959 fu anche a Vienna, conquistando una medaglia d'oro per manifestazione; in Italia partecipò oltre al Festival del jazz di Sanremo, al Festival del jazz di Torino, al Dixieland Jubilee di Firenze, a La coppa del Jazz organizzata dalla Rai ed in altre importanti manifestazioni. La Roman nel 1960 incise anche un disco con i musicisti di Louis Armstrong, vincendo nello stesso anno anche la "Torre Eiffel" d'argento quale migliore formazione italiana per aver divulgato il jazz in Italia ed in Europa.
Il Jazz proposto da questa band non era un jazz d'importazione, ma un jazz europeo molto piacevole, senza quelle ripetizioni del jazz americano che ne facevano alcune band, tipo da spettacolo alla moda. È stato un jazz che riproponeva quel vecchio scenario delle taverne di New Orleans, di quella musica nata povera ma arricchitasi di idee, quel jazz che era ancorato alle sue umili radici. Quindi non una ripetizione o copia di un jazz d'importazione ma un dixieland tutto europeo. Fu sulla cresta dell'onda per decenni proponendo pezzi che hanno avuto notevoli fortune, basti pensare all'album dal titolo Petit Fleur che vendette oltre duecentomila copie, un vero record di vendita. La band, affidata sempre alle "cure" di Carlo Loffredo, dopo varie trasformazioni si può dire che ha continuato, con successo, sotto il nuovo nome, divenuto Carlo Loffredo e la New Orleans Jazz.

## Cronache
Notevole fu una prima incisione del 1957 oltre al già citato album Petit Fleur, con il solo nome della band, II Roman New Orleans Jazz Band (etichetta RCA Italiana), dove venivano proposti brani molto famosi del jazz nordamericano sotto una veste tutta europea. un altro album, composto da vari gruppi, fu The Italian Way to Dixieland (etichetta RCA) anni sessanta.
Nel 1961, prima di dedicarsi alla musica leggera, suonò il clarinetto nell'orchestra Lucio Dalla.

## Discografia

### 33 giri
- 1957 - II Roman New Orleans Jazz Band (RCA Italiana, A10V 0105)
- 1959 - Petit Fleur
- 1961 - Noi le suoniamo così (RCA Italiana, PML 10302)
- 1962 - The Italian Way to Dixieland (esecutori vari, RCA Italiana, PML 10310)

### 45 giri
- 1959 - Petite fleur/Dardanella (RCA Italiana, 45N 0830)
- 1959 - Do you know what it means to miss New Orleans/Down by the riverside (RCA Italiana, 45N 0839)
- 1959 - By the light of the silvery moon/Sweet Sue (RCA Italiana, 45N 0891)
- 1959 - New Orleans Function/Free As A Bird/Oh, Didn't He Ramble (RCA Italiana, 45N 0903)
- 1959 - Si tu vois ma mére/Canal street blues (RCA Italiana, 45N 0948)
- 1960 - Yes, we have no bananas/Ain't she sweet (RCA Italiana, 45N 1029)
- 1960 - Fascination/Lambeth walk (RCA Italiana, 45N 1035)
- 1960 - By the light of the silvery moon/Down by the riverside (RCA Italiana, 45N 1039)
- 1962 - Telstar/Madison: a swingin' time (RCA Italiana, PM45-3164)